# María Vaner
María Aleandro Robledo, más conocida como María Vaner —e inicialmente conocida como Marilín Aleandro— (Madrid, 23 de marzo de 1935 - Buenos Aires, 21 de julio de 2008), fue una actriz argentina. Tuvo una destacada carrera cinematográfica entre las décadas de 1960 y 1980.

## Carrera

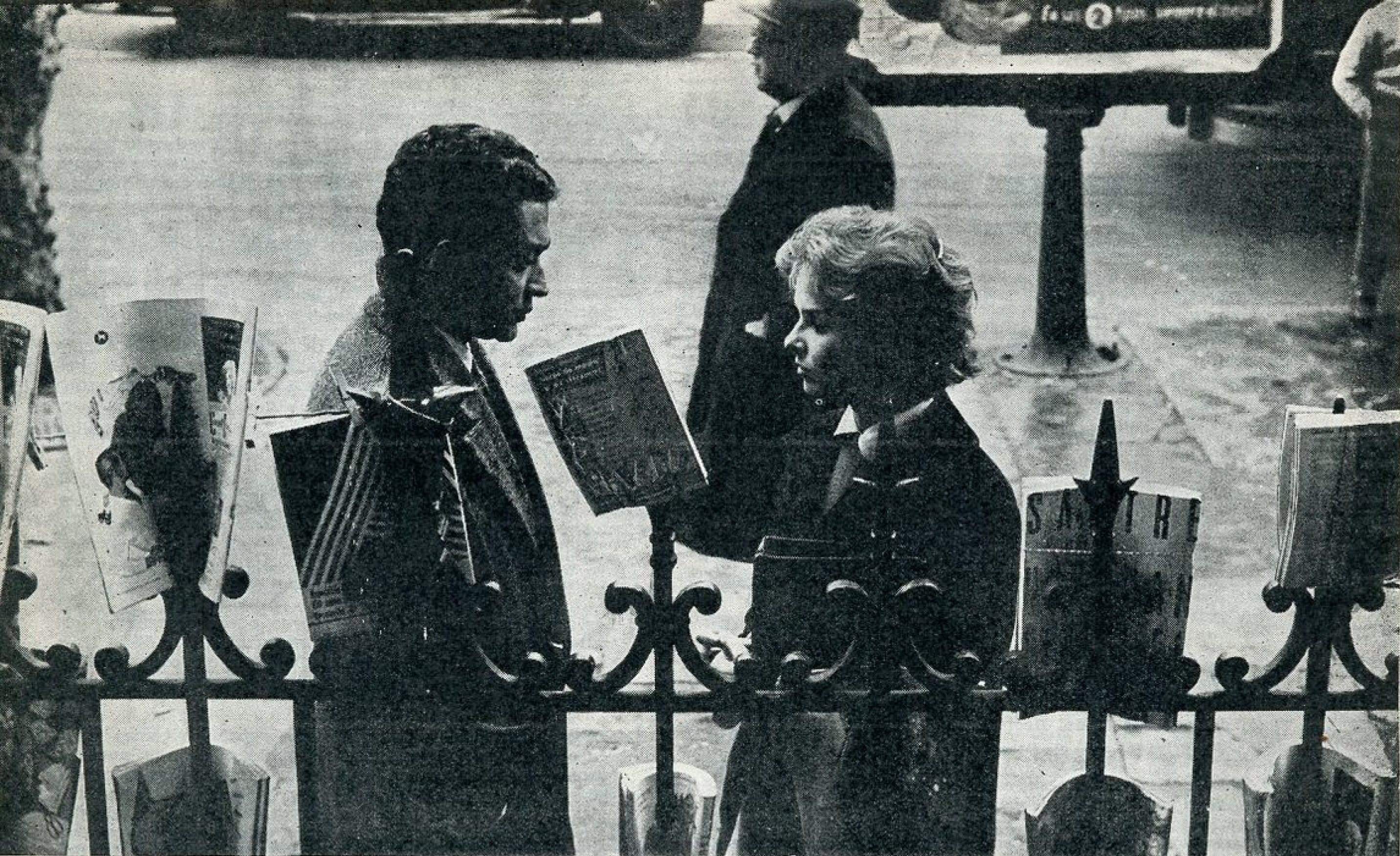
Junto a Luis Medina Castro en Tres veces Ana (1961).

Hija de María Luisa Robledo y Pedro Aleandro, hermana de Norma Aleandro, participó en el programa Miss Televisión en la década de 1950 y trabajó como modelo publicitaria. 
Trabajó un breve tiempo como escenógrafa hasta que debutó como actriz en televisión bajo el nombre de artístico de Marilín Aleandro en 1957.
En 1958 debutó en cine junto a Leonardo Favio en El secuestrador, de Leopoldo Torre Nilsson y fue considerada Revelación Femenina de ese año, junto con Ana Casares. 
Se consagró en los años 1960 en filmes como Prisioneros de una noche, de David José Kohon y Tres veces Ana, por la que fue elegida Mejor Actriz de 1962 en los Cóndor de Plata, y lo fue también en 1963 por su labor en Los jóvenes viejos. 
Fue convocada por grandes directores del momento como Enrique Cahen Salaberry, Daniel Tinayre, Rubén W. Cavallotti y René Mugica.
En 1967 se casó con Leonardo Favio, padre de sus dos hijos, este le dio sus últimos grandes papeles en El romance del Aniceto y la Francisca y Crónica de un niño solo, donde también fue escenógrafa. Se separaron en 1973.
En 1969 la discográfica Vik (perteneciente a RCA Victor) publicó el sencillo "Tu Risa Al Viento"/"Kako-Si? (¿Cómo Estás?)" interpretado por María Vaner junto con Horacio Malvicino y su orquesta. Dicho sencillo fue coproducido por el compositor y productor Jacko Zeller.
En 1974 fue amenazada por la Triple A y se exilió en España con sus hijos. Volvió instaurada la democracia cuando asumió la presidencia Raúl Alfonsín, continuando con su carrera, pero en papeles de poca relevancia, su gran carrera había quedado atrás. 
A principios de los años 1970 se desempeñó como cantante durante un tiempo y llegó a participar en una película con este oficio, El caradura y la millonaria. También en esos años realizó personajes secundarios en Heroína, La malavida, La balada del regreso y No toquen a la nena, por la que ganó el premio a la Mejor Actriz en el Festival de Humor de La Coruña.
En su carrera televisiva, participó en ciclos como El ángel de la muerte, Alta comedia, El exterminador, Los que estamos solos, Valeria, Libertad condicionada y Alas, poder y pasión. Hizo también lo propio en obras de teatro como Francisco Bernardone y El Jorobado de Notre Dame. 
En 2002 protagonizó Sin intervalo, y años después se destacó con el personaje de "Chola" en Cara de queso, con Mercedes Morán y Juan Manuel Tenuta, y en 2007 tuvo un breve personaje en la exitosa película La mujer sin cabeza.
Mientras filmaba el mediometraje Ciudad invisible, de Pietro Silvestri, falleció el 21 de julio de 2008 a los 73 años en Buenos Aires luego de padecer una larga enfermedad. Sus restos fueron sepultados en el Panteón de la Sociedad Argentina de Actores del Cementerio de la Chacarita.
Su hijo fue el actor y cantante Leonardo Jury.

## Premios
Mejor Actriz en 1962 y 1963 en los Cóndor de Plata por su labor en Tres veces Ana y Los jóvenes viejos respectivamente. 
En 2003 la Asociación de Cronistas Cinematográficos de la Argentina le entregó el Premio Cóndor de Plata a la trayectoria por su meritoria carrera profesional en el mundo del cine. 
En 2011 recibió el Premio Konex diploma al mérito póstumo.

## Filmografía
Intérprete:
- Ciudad invisible (mediometraje - 2008)
- La mujer sin cabeza (2007)
- Cara de queso (2006)
- Sin intervalo (2002)
- El juguete rabioso (1998)
- Cuerpos perdidos (1989)
- La ciudad oculta (1989)
- Sentimientos (1987)
- Los dueños del silencio (1987)
- Con la misma bronca (inconclusa - 1987)
- Pinocho (1986)
- Bairoletto, la aventura de un rebelde (1985)
- Adiós, Roberto (1985)
- Los insomnes (1984)
- Darse cuenta (1984)
- En retirada (1984)
- Proceso a la infamia (1978)
- No toquen a la nena (1976)
- El grito de Celina (1975)
- Una mujer (1975)
- La Raulito (1975)
- Bodas de cristal (1975)
- La balada del regreso (1974)
- La malavida (1973)
- Heroína (1972)
- El caradura y la millonaria (1971)
- Turismo de carretera (1968)
- El romance del Aniceto y la Francisca (1966)
- Crónica de un niño solo (1964)
- Sombras en el cielo (1964)
- El octavo infierno, cárcel de mujeres (1964)
- Primero yo (1964)
- Racconto (inédita - 1963)
- Un largo silencio (corto - 1963)
- Dar la cara (1962)
- Los jóvenes viejos (1962)
- Tres veces Ana (1961)
- Prisioneros de una noche (1960)
- El bote, el río y la gente (1960)
- Simiente humana (1959)
- En la ardiente oscuridad (1959)
- El secuestrador (1958)

Escenografía:
- Crónica de un niño solo (1964)